# Supercopa Turca de Voleibol Feminino de 2017
A Supercopa Turca de Voleibol Feminino de 2017 foi a oitava edição desta competição organizada pela  FTV. Participaram do torneio duas equipes, os campeões da Liga A Turca e da Copa da Turquia.

## Sistema de disputa
O Campeonato foi disputado em um jogo único.

## Equipes participantes
Equipes que disputaram a Supercopa de Voleibol de 2017:
| Equipe        | Cidade   | Qualificação                                                 | Última participação                          |
| ------------- | -------- | ------------------------------------------------------------ | -------------------------------------------- |
| Fenerbahçe SK | Istambul | Campeão da Liga A Turca 2016-17 e da Copa da Turquia 2016-17 | Supercopa Turca de Voleibol Feminino de 2015 |
| VakıfBank SK  | Istambul | Vice-campeão da Copa da Turquia 2016-17                      | Supercopa Turca de Voleibol Feminino de 2015 |

## Resultado
| 15 de outubro de 2017 17:30 Relatório | Fenerbahçe SK | 0 — 3             | VakıfBank SK | TVF Başkent Voleybol Salonu,Ankara Público: 6 000 Árbitro(s): TUR Onur Hoşnut TUR Ayşim Erginay |
| 15 de outubro de 2017 17:30 Relatório | 14 18 22      | Set 1 Set 2 Set 3 | 25           | TVF Başkent Voleybol Salonu,Ankara Público: 6 000 Árbitro(s): TUR Onur Hoşnut TUR Ayşim Erginay |

## Premiações
| Supercopa Masculina de 2017      |
| Turquia                          |
| -------------------------------- |
| VakıfBank SK Campeão (3º título) |